# Barygnathella anthracospila
Barygnathella anthracospila es una especie de polilla del género Barygnathella, categorizada en la tribu Schoenotenini, de la subfamilia Tortricinae.

## Distribución
Se distribuye por Oceanía: Nueva Guinea, en las montañas Wilhelmina.

## Taxonomía
Fue descrita por Diakonoff en 1954 y publicada en Verh. Konin. Neder. Akad. Weten. (2) 49 (4): 64.